# رباط طبسی
رباط طبسی مربوط به دوره قاجار است و در تربت حیدریه، خیابان قائم، ضلع شمال شرقی مزار قطب الدین حیدر واقع شده و این اثر در تاریخ ۱۹ اسفند ۱۳۸۰ با شمارهٔ ثبت ۴۸۰۲ به‌عنوان یکی از آثار ملی ایران به ثبت رسیده است.که به دست حاج محمد ابراهیم طبسی ساخته شده است و اکنون این بنا تاریخی ب دست اقای محسن طبسی مرمت شده و به عنوان اقامت گاه استفاده میشود  